# Phạm Công Danh
Phạm Công Danh (sinh năm 1965) là một doanh nhân người Việt Nam. Ông là cựu chủ tịch Hội đồng quản trị Ngân hàng thương mại cổ phần Xây dựng Việt Nam (VNCB), Chủ tịch Hội đồng thành viên kiêm Tổng Giám đốc Công ty Trách nhiệm hữu hạn Tập đoàn Thiên Thanh. Ông là bị cáo trong vụ Đại án Phạm Công Danh. Ông bị cáo buộc gây thất thoát hơn 9.000 tỷ đồng của Ngân hàng VNCB.

## Sự nghiệp
Phạm Công Danh sinh ra năm 1965 và lớn lên ở tỉnh Quảng Ngãi.
Năm 1990, Phạm Công Danh bị Tòa phúc thẩm Tòa án nhân dân tối cao Việt Nam tuyên phạt 6 năm tù về tội "lạm dụng tín nhiệm, chiếm đoạt tài sản".
Sau khi ra tù, ông mở cửa hàng kinh doanh vật liệu xây dựng, rồi tham gia Hãng gạch bông Hương Sơn ở Quảng Ngãi. Hãng gạch bông Hương Sơn thành lập từ năm 1964.
Năm 2000, ông thành lập Công ty Trách nhiệm hữu hạn Thương mại Vật liệu xây dựng Trang bị nội thất Thiên Thanh trụ sở ở Thành phố Hồ Chí Minh. Tiền thân của Tập đoàn Thiên Thanh chính là Hãng gạch bông Hương Sơn.
Sau nhiều lần đổi tên, công ty này có tên là Công ty Trách nhiệm hữu hạn Tập đoàn Thiên Thanh. Phạm Công Danh giữ chức Chủ tịch Hội đồng thành viên kiêm Tổng giám đốc Tập đoàn Thiên Thanh.
Tập đoàn Thiên Thanh mở rộng lĩnh vực kinh doanh sang đầu tư kinh doanh bất động sản, tài chính, du lịch, khách sạn, nhà hàng, mua bán ô tô và có mạng lưới rộng khắp toàn quốc.
Từ năm 2008, Tập đoàn Thiên Thanh có vốn điều lệ lên tới 1.000 tỉ đồng, trong đó, Phạm Công Danh nắm 80% số vốn, còn Quách Khánh Chi sở hữu 20% số vốn.
Năm 2011, doanh thu của Tập đoàn Thiên Thanh là 2025 tỷ đồng, lợi nhuận sau thuế là 188 tỷ đồng. Cuối năm 2011, tổng tài sản Tập đoàn Thiên Thanh là 3.000 tỉ đồng, và vốn chủ sở hữu là 1.218 tỷ đồng.
Tập đoàn Thiên Thanh từng gây tiếng vang trong giới kinh doanh khi mua lại khách sạn Green Plaza tại thành phố Đà Nẵng với giá 350 tỉ đồng từ Tổng công ty CP Xây dựng Điện Việt Nam.
Đầu năm 2012, Phạm Công Danh mua 10% cổ phần tại Ngân hàng Đại Tín (Trustbank). Ngân hàng này sau khi được tái cơ cấu đổi tên thành Ngân hàng thương mại cổ phần Xây dựng Việt Nam (VNCB) vào tháng 5 năm 2013.
Sau đó, ông giữ chức vụ Chủ tịch Hội đồng quản trị Ngân hàng VNCB.

## Bê bối

### Xét xử

#### Phiên tòa sơ thẩm TPHCM
Ngày 9 tháng 9 năm 2016, Hội đồng xét xử Tòa án nhân dân Thành phố Hồ Chí Minh đã tuyên phạt Phạm Công Danh 18 năm tù về tội "Cố ý làm trái các quy định của nhà nước về quản lý kinh tế gây hậu quả nghiêm trọng" và 20 năm tù về tội "Vi phạm các quy định về cho vay trong hoạt động của các tổ chức tín dụng", tổng mức án phải chịu cho hai tội là 30 năm tù.

#### Phiên tòa phúc thẩm TPHCM
Sau khi bản án sơ thẩm được tuyên, Phạm Công Danh kháng cáo toàn bộ bản án, với luật sư bào chữa là Phan Trung Hoài.
Ngày 10 tháng 1 năm 2017, đại diện Viện kiểm sát nhân dân cấp cao tại Thành phố Hồ Chí Minh đã đề nghị y án 30 năm tù đối với Phạm Công Danh.
Ngày 24 tháng 1 năm 2017, Tòa án nhân dân cấp cao tại Thành phố Hồ Chí Minh xét xử phúc thẩm vụ án làm thất thoát hơn 9.000 tỉ đồng xảy ra tại Ngân hàng Xây dựng đã tuyên y án đối với Phạm Công Danh sau gần một tháng xét xử và nghị án. Cụ thể, tòa tuyên phạt Phạm Công Danh mức án 18 năm tù về tội "Cố ý làm trái quy định trong quản lý kinh tế gây hậu quả nghiêm trọng" và 20 năm tù về tội "Vi phạm quy định về cho vay trong hoạt động của các tổ chức tín dụng", tổng hợp hai tội là 30 năm tù. Thời hạn tù áp dụng từ ngày 29 tháng 7 năm 2014.

#### Phiên tòa vụ án thứ hai
Phiên tòa xét xử vụ án "Cố ý làm trái quy định của Nhà nước về quản lý kinh tế gây hậu quả nghiêm trọng" diễn ra trong 30 ngày (từ ngày 8 tháng 1 năm 2018 đến ngày 7 tháng 2 năm 2018) do thẩm phán trung cấp Phạm Lương Toản, Chánh tòa Tòa hình sự Tòa án nhân dân Thành phố Hồ Chí Minh làm chủ tọa.
Ngày 22 tháng 1 năm 2018, Viện kiểm sát nhân dân Thành phố Hồ Chí Minh đề nghị mức án 20 năm tù đối với Phạm Công Danh.
Sáng ngày 7 tháng 2 năm 2018, thẩm phán Phạm Lương Toản thay mặt Hội đồng xét xử Tòa án nhân dân Thành phố Hồ Chí Minh quyết định trả hồ sơ vụ án xảy ra tại Ngân hàng Xây dựng Việt Nam, đồng thời yêu cầu các cơ quan tố tụng điều tra thêm.